# 1997-es Formula–1 világbajnokság
Az 1997-es Formula–1-es szezon volt a 48. FIA Formula–1 világbajnoki szezon. 1997. március 9-től október 26-ig tartott, és tizenhét futamból állt.
Jacques Villeneuve első kanadaiként lett világbajnok, méghozzá botrányos körülmények között: a szezonzáró versenyen Michael Schumacher szándékosan nekiment, miközben védte a pozícióját. Őt később kizárták a teljes bajnoki idényből ezért a manőverért, de győzelmeit megtarthatta. A bajnokság második helyére így Villeneuve csapattársa, Heinz-Harald Frentzen ért oda. a harmadik pedig David Coulthard lett. A konstruktőrök versenyében a Williams megvédte címét.
A mai napig ez az utolsó egyéni világbajnoki cím, amit nem európai versenyző szerzett, továbbá ez a Williams csapatnak a mai napig utolsó egyéni és konstruktőri világbajnoki címe, és az utolsó, amit Goodyear gumiabroncsot használó csapattal értek el. Hosszú ideig ez volt a Renault utolsó sikere is, amely az idény végével ismételten kiszállt a sportágból. 
Ebben az évben debütált Vincenzo Sospiri, Norberto Fontana, Jarno Trulli, Nakano Sindzsi, Alexander Wurz és Ralf Schumacher, valamint a Prost Grand Prix, Stewart Grand Prix és a Lola. Ez évben került a versenynaptárba a luxemburgi nagydíj is.
Az 1997-es szezonban tizenkét nemzet huszonnyolc versenyzője vett részt. Legnagyobb számban Olaszország képviselte magát, öt versenyzőjével, de Brazília és Nagy-Britannia is négy-négy fővel volt jelen.

## Csapatok és versenyzők
| Csapat                      | Konstruktőr       | Modell | Motor                                           | Gumi | Rajtszám | Pilóta                | Tesztpilóták                                |
| --------------------------- | ----------------- | ------ | ----------------------------------------------- | ---- | -------- | --------------------- | ------------------------------------------- |
| Danka Arrows Yamaha         | Arrows-Yamaha     | A18    | Yamaha OX11A 3.0 V10                            | B    | 1        | Damon Hill            | Jörg Müller                                 |
| Danka Arrows Yamaha         | Arrows-Yamaha     | A18    | Yamaha OX11A 3.0 V10                            | B    | 2        | Pedro Diniz           | Jörg Müller                                 |
| Rothmans Williams Renault   | Williams-Renault  | FW19   | Renault RS9 3.0 V10                             | G    | 3        | Jacques Villeneuve    | Jean-Christophe Boullion Juan Pablo Montoya |
| Rothmans Williams Renault   | Williams-Renault  | FW19   | Renault RS9 3.0 V10                             | G    | 4        | Heinz-Harald Frentzen | Jean-Christophe Boullion Juan Pablo Montoya |
| Scuderia Ferrari Marlboro   | Ferrari           | F310B  | Ferrari 046/2 3.0 V10                           | G    | 5        | Michael Schumacher    | Gianni Morbidelli                           |
| Scuderia Ferrari Marlboro   | Ferrari           | F310B  | Ferrari 046/2 3.0 V10                           | G    | 6        | Eddie Irvine          | Gianni Morbidelli                           |
| Mild Seven Benetton Renault | Benetton-Renault  | B197   | Renault RS9 3.0 V10                             | G    | 7        | Jean Alesi            | Alexander Wurz                              |
| Mild Seven Benetton Renault | Benetton-Renault  | B197   | Renault RS9 3.0 V10                             | G    | 8        | Gerhard Berger        | Alexander Wurz                              |
| Mild Seven Benetton Renault | Benetton-Renault  | B197   | Renault RS9 3.0 V10                             | G    | 8        | Alexander Wurz        | Alexander Wurz                              |
| West McLaren Mercedes       | McLaren-Mercedes  | MP4/12 | Mercedes FO110E 3.0 V10 Mercedes FO110F 3.0 V10 | G    | 9        | Mika Häkkinen         | nem volt                                    |
| West McLaren Mercedes       | McLaren-Mercedes  | MP4/12 | Mercedes FO110E 3.0 V10 Mercedes FO110F 3.0 V10 | G    | 10       | David Coulthard       | nem volt                                    |
| B&H Total Jordan Peugeot    | Jordan-Peugeot    | 197    | Peugeot A14 3.0 V10                             | G    | 11       | Ralf Schumacher       | nem volt                                    |
| B&H Total Jordan Peugeot    | Jordan-Peugeot    | 197    | Peugeot A14 3.0 V10                             | G    | 12       | Giancarlo Fisichella  | nem volt                                    |
| Prost Gauloises Blondes     | Prost-Mugen-Honda | JS45   | Mugen-Honda MF-301HB 3.0 V10                    | B    | 14       | Olivier Panis         | Emmanuel Collard                            |
| Prost Gauloises Blondes     | Prost-Mugen-Honda | JS45   | Mugen-Honda MF-301HB 3.0 V10                    | B    | 14       | Jarno Trulli          | Emmanuel Collard                            |
| Prost Gauloises Blondes     | Prost-Mugen-Honda | JS45   | Mugen-Honda MF-301HB 3.0 V10                    | B    | 15       | Nakano Sindzsi        | Emmanuel Collard                            |
| Red Bull Sauber Petronas    | Sauber-Petronas   | C16    | Petronas (Ferrari) SPE-01 3.0 V10               | G    | 16       | Johnny Herbert        | Norberto Fontana                            |
| Red Bull Sauber Petronas    | Sauber-Petronas   | C16    | Petronas (Ferrari) SPE-01 3.0 V10               | G    | 17       | Nicola Larini         | Norberto Fontana                            |
| Red Bull Sauber Petronas    | Sauber-Petronas   | C16    | Petronas (Ferrari) SPE-01 3.0 V10               | G    | 17       | Gianni Morbidelli     | Norberto Fontana                            |
| Red Bull Sauber Petronas    | Sauber-Petronas   | C16    | Petronas (Ferrari) SPE-01 3.0 V10               | G    | 17       | Norberto Fontana      | Norberto Fontana                            |
| Tyrrell                     | Tyrrell-Ford      | 025    | Ford ED4 3.0 V8 Ford ED5 3.0 V8                 | G    | 18       | Jos Verstappen        | nem volt                                    |
| Tyrrell                     | Tyrrell-Ford      | 025    | Ford ED4 3.0 V8 Ford ED5 3.0 V8                 | G    | 19       | Mika Salo             | nem volt                                    |
| Minardi Team                | Minardi-Hart      | M197   | Hart 830 AV7 3.0 V8                             | B    | 20       | Katajama Ukjó         | Tarso Marques                               |
| Minardi Team                | Minardi-Hart      | M197   | Hart 830 AV7 3.0 V8                             | B    | 21       | Jarno Trulli          | Tarso Marques                               |
| Minardi Team                | Minardi-Hart      | M197   | Hart 830 AV7 3.0 V8                             | B    | 21       | Tarso Marques         | Tarso Marques                               |
| Stewart Ford                | Stewart-Ford      | SF01   | Ford VJ Zetec-R 3.0 V10                         | B    | 22       | Rubens Barrichello    | nem volt                                    |
| Stewart Ford                | Stewart-Ford      | SF01   | Ford VJ Zetec-R 3.0 V10                         | B    | 23       | Jan Magnussen         | nem volt                                    |
| MasterCard Lola F1 Team     | Lola-Ford         | T97/30 | Ford ECA Zetec-R 3.0 V8                         | B    | 24       | Ricardo Rosset        | nem volt                                    |
| MasterCard Lola F1 Team     | Lola-Ford         | T97/30 | Ford ECA Zetec-R 3.0 V8                         | B    | 25       | Vincenzo Sospiri      | nem volt                                    |

### Csapatváltozások
- Bemutatkozott a sportágban a Stewart Grand Prix, a Ford gyári támogatásával.
- Ugyancsak debütált a Lola csapat is. Ugyan eredetileg 1998-ra tervezték a nevezést, a MasterCard mint főszponzor nyomására azonban már egy évvel korábban be kellett szállniuk. Két versenyzőjük Vincenzo Sospiri és Ricardo Rosset lettek. Az első időmérő edzés kudarca után, amikor a lassú autók még kvalifikálni sem tudtak a versenyre, a szponzorok kihátráltak mögülük és ezel a Lola csapat története is gyorsan véget ért.
- A Ligier csapatot felvásárolta Alain Prost, és az a továbbiakban mint Prost Grand Prix vett részt a bajnokságban.
- Tom Walkinshaw megvásárolta a Footwork csapatot és azt visszakeresztelte Arrows névre. A csapat a Hart helyett a Yamaha motorjait használta.
- A Tyrrell Yamaha motorokról Ford motorokra váltott.
- A Sauber szponzori megállapodást kötött a Petronas olajipari vállalattal, valamint a Ferrarival, hogy a motorjukat és a váltóikat gyárthassák. Ez utóbbiakat Petronas névre címkézték. Ez volt 1993 után az első olyan év, amikor a Ferrari más csapatokat is ellátott az erőforrásával.
- Megjelent egy új gumiszállító a Bridgestone személyében, amely az Arrows, a Prost, a Minardi, a Stewart és a Lola csapatokat látta el.

### Pilótaváltozások
- Az 1996-os világbajnokot, Damon Hillt, elbocsátotta a Williams, Heinz-Harald Frentzen kedvéért. Hill az Arriows csapathoz került, ahol a Ligier csapattól odaigazolt Pedro Diniz lett a csapattársa. Az 1-es rajtszám így az Arrows autójára került.
- Az Arrows két korábbi versenyzője, Jos Verstappen és Ricardo Rosset a Tyrrell és a Lola csapatokhoz igazoltak.
- Rosset csapattársa Vincenzo Sospiri lett a Lolánál. Miután a csapat alig egy verseny után feladta a küzdelmeket, a versenyzők állás nélkül maradtak. Rosset a következő évben tért vissza a Tyrrell versenyzőjeként.
- A Mugen-Honda kérésére a Prost egyik versenyzője a japán Nakano Sindzsi lett.
- Frentzen helyére a Sauber csapatnál Nicola Larini került, aki a Ferrari tesztpilótája volt. Közte és Peter Sauber közt azonban nem volt felhőtlen a viszony, ezért Monaco után kirúgták, és Gianni Morbidellit ültették a helyére. Kanada után Morbidelli egy tesztbalesetben megsérült, és eltörte a karját, ezért a Sauber Norberto Fontanával pótolta őt három verseny erejéig. Egy újabb baleset miatt Fontana helyettesítette őt a szezonzárón is.
- A Jordan csapat leigazolta Ralf Schumachert, Michael Schumacher testvérét. A másik versenyzőjük Giancarlo Fisichella lett.
- A Stewart csapat két versenyzője Rubens Barrichello és Jan Magnussen lett.
- Martin Brundle nem talált magának ülést 1997-re, ezért visszavonult.
- Jos Verstappen a Tyrrell versenyzője lett, miután Katajama Ukjó elszerződött a Minardihoz. Ő Pedro Lamy helyére érkezett, aki az FIA GT bajnokságban versenyzett tovább. A Minardi másik versenyzője Jarno Trulli lett.
- Gerhard Berger a kanadai nagydíj előtt beteg lett, ezért Alexander Wurz ugrott be helyette. Végül három versenyt hagyott ki a felépülése, valamint az apja halála miatt. Az idény végén Berger vissza is vonult, Wurz pedig a Benetton állandó pilótája lett.
- A kanadai nagydíjon Olivier Panis nagy balesetet szenvedett, amiben eltört a lába. A Prost csapat a helyettesítésére elvitte a Minarditól Jarno Trullit, akinek a helyére Tarso Marques került.

## Szabályváltozások
A 11 csapatból 8 aláírta az új Concorde-szerződést az 1997-2001 közötti időszakra, mely több változtatással járt együtt.
- A versenyek maximális számát 17-re emelték.
- Eltörölték a pénteki szabadedzést, helyette a szombati szabadedzéseket egyórásra nyújtották. Nem írták elő a maximálisan teljesíthető körök számát sem. Ezeket a szabályokat később felülvizsgálták és visszacsinálták[1].
- Szabadedzéseken kétféle gumikeveréket használhattak a versenyzők, de az időmérőre és a versenyre csak egyet választhattak.
- Ha a versenypálya nedves volt, lehetőség volt arra, hogy a verseny a biztonsági autó mögött rajtoljon el.

## A szezon menete

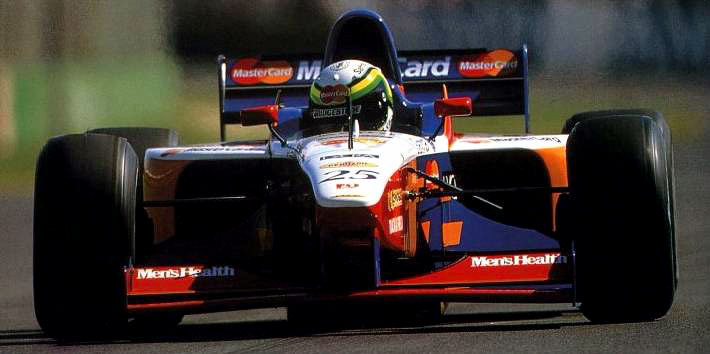
Ricardo Rosset az ausztrál nagydíjon, a Lola csapat egyetlen versenyén

A szezonnyitó ausztrál nagydíjon Villeneuve és Frentzen indult az első sorból. Hill még a felvezető körön technikai hiba miatt kiesett. Irvine a rajt után az első kanyarban túl későn fékezett. Johnny Herbert és Villeneuve autójának ütközött. Frentzen a verseny végén fékhiba miatt a kavicságyba csúszott és kiesett. A futamot Coulthard nyerte Schumacher és Häkkinen előtt. Ez volt a McLaren első futamgyőzelme 1993 óta. A Lola egyik autójával sem kvalifikálta magát a versenyre, több mint 10 másodperccel maradtak le a pole-pozíciós időtől. A brazil nagydíj előtt pénzhiány miatt visszalépett a csapat a további versenyektől.
Interlagosban ismét Villeneuve indult az élről, az előző versenyhez hasonlóan ismét kicsúszott a pályáról az első kanyarban. Szerencséjére új rajtot rendeltek el, a kanadai a 49. körben Gerhard Berger megelőzésével az élre állt és győzött. Az osztrák második lett a harmadik helyen célbaérő Olivier Panis előtt.

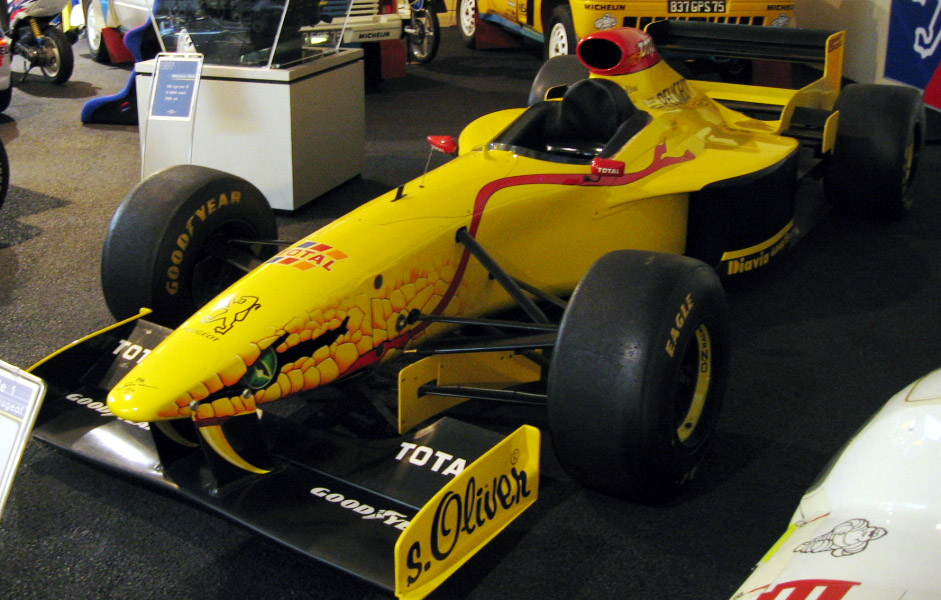
Jordan 197

Villeneuve sorozatban harmadszor indult az első helyről Argentínában. A kanadainak ezúttal sikerült megtartania első pozícióját, míg Michael Schumacher az első kanyarban Barrichello autójának ütközött, emiatt a német kiesett. Villeneuve mögött Frentzen kiesése után Panis haladt, de a 18. körben a Prost technikai hiba miatt kiesett. Hill, aki egy ideig a negyedik helyen is haladt, motorhiba miatt szintén kiesett. Irvine az utolsó körökben felzárkózott Villeneuve-re, de a kanadai sikeresen megvédte pozícióját és győzött. Ralf Schumacher végzett a harmadik helyen a Jordannel.
Imolában Villeneuve a negyedik pole-pozícióját szerezte sorozatban. A versenyt német csapattársa, Frentzen nyerte, egyetlen győzelmét szerezve a Williamsszel. Michael Schumacher valamivel több, mint egy másodperc hátrányban ért célba, Eddie Irvine lett a harmadik.

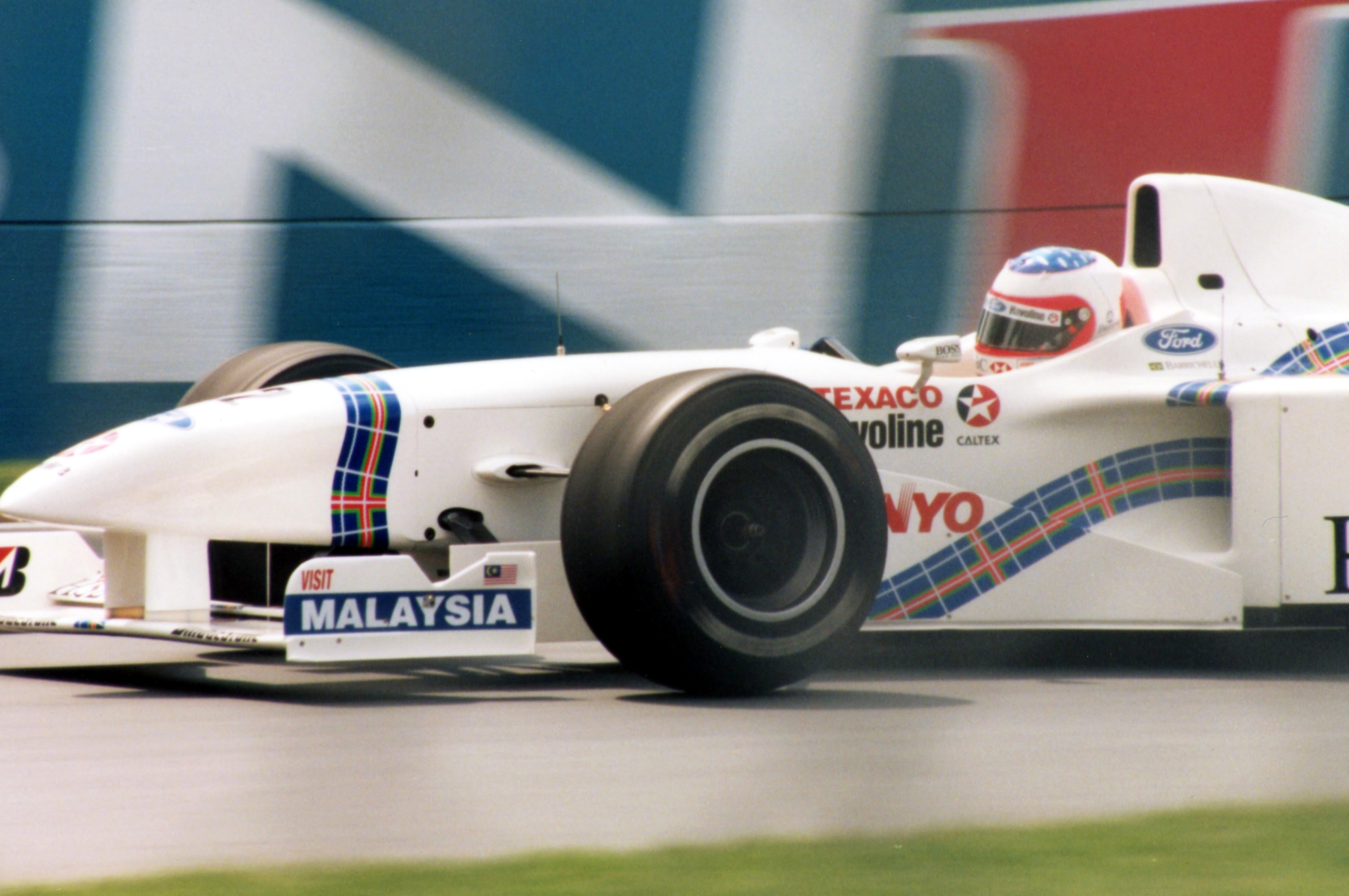
Rubens Barrichello Kanadában

Monacóban első pole-pozícióját szerezte Schumacher előtt Frentzen. Schumacher esőgumival rajtolt, míg a Williamsek száraz pályás abronccsal. Az eső a versenyen nem állt el, hanem még erősödött is, így a két Williams hamar hátracsúszott a mezőnyben. Villeneuve a 16. körben esett ki műszaki hiba miatt, Frentzen pedig a 39. körben kipördült. Michael Schumacher 53 másodperccel nyert Rubens Barrichello Stewartja és csapattársa, Irvine előtt. A versenyt az eső miatt már a 62. körben leintették.
Spanyolországban ismét a Williamsek domináltak az időmérőn, Villeneuve és Frentzen indult az első rajtsorból. Schumacher jó rajtjának köszönhetően a hetedik helyről másodiknak jött fel, a vezető Villeneuve tempóját azonban nem tudta tartani. Bár Panis csak a középmezőnyből rajtolt, a versenyképes Bridgestone gumiknak köszönhetően egy kerékcserével kevesebbszer állt ki a többieknél, így második lett Villeneuve mögött. A harmadik helyen Alesi ért célba.

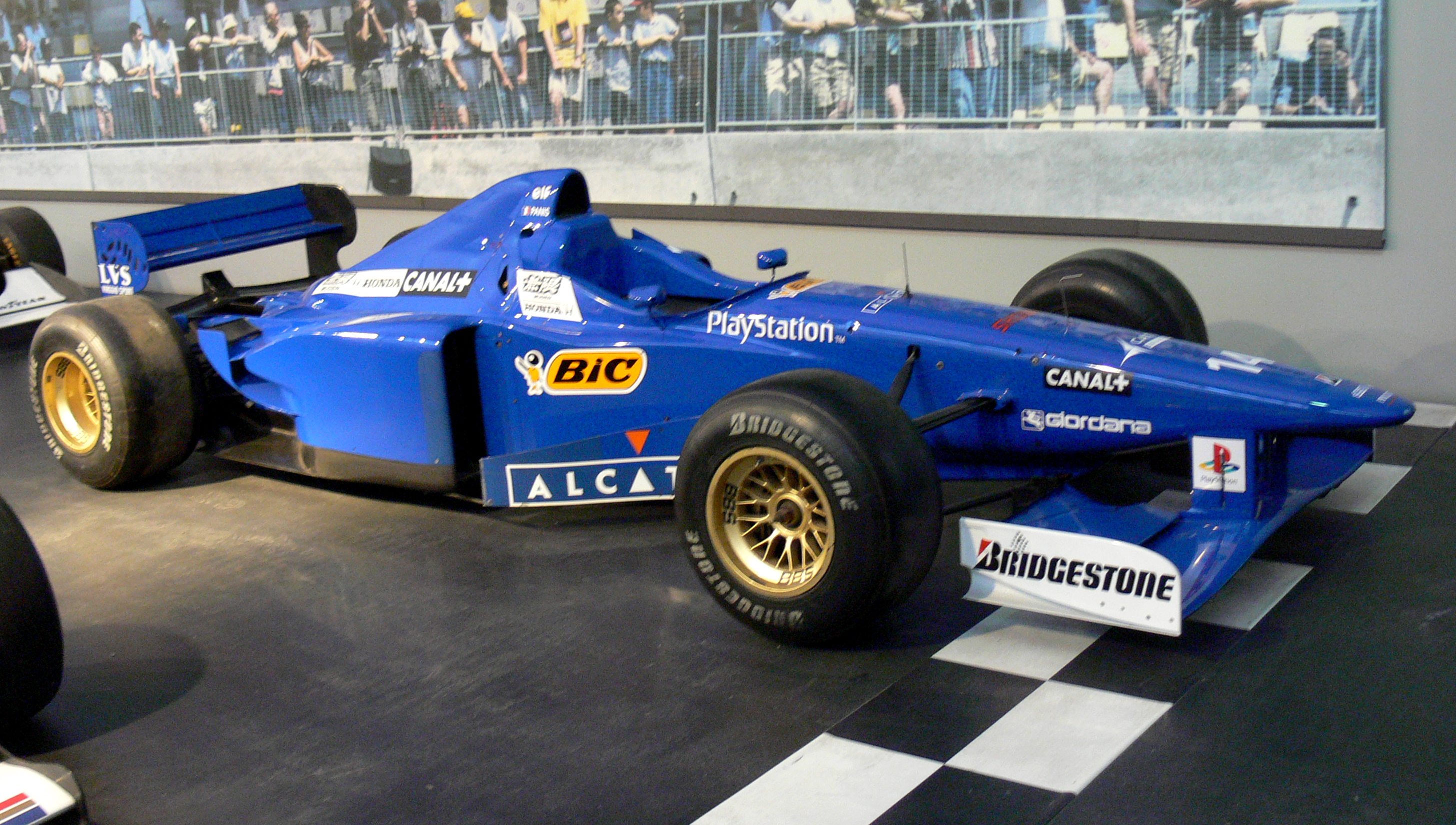
Prost JS45

Kanadában Schumacher megszakította a Williams-Renault első rajtkockás sorozatát. Coulthard második boxkiállásánál elveszítette vezető helyét kuplungprobléma miatt. Nem sokkal ezután Olivier Panis nagy balesetet szenvedett. A francia versenyző mindkét lába eltörött, emiatt a következő hét nagydíjat ki kellett hagynia. Balesete miatt piros zászlóval leintették a futamot az 54. körben. Michael Schumacher győzött Jean Alesi és Giancarlo Fisichella előtt. Villenueve már a második körben kiesett, mivel a célegyenes előtti sikánban a falnak ütközött. Ezen a versenyen debütált Alexander Wurz a Benettonnál. A betegségben szenvedő Gerhard Bergert helyettesítette, akinek édesapja ekkor halt meg egy repülőgép-balesetben.
Franciaországban is Schumacher indult az élről Frentzen előtt. Schumacher megtartotta a vezetést a rajt után is Frentzen előtt, míg Damon Hill elhagyta a pályát és letörött az egyik szárnya. A verseny meglehetősen eseménytelen volt az eső megérkezéséig, ekkor több versenyző kicsúszott. Schumacher is egyszer lement a pályáról, de nagy előnyének köszönhetően nem veszítette el helyezését, ennek ellenére nem állt ki a boxba esőgumikért. Schumacher nyerte a versenyt Frentzen és Irvine előtt. Villeneuve az utolsó kör utolsó kanyarjában megpróbálta Irvine-t megelőzni, de kicsúszott, így negyedik lett.

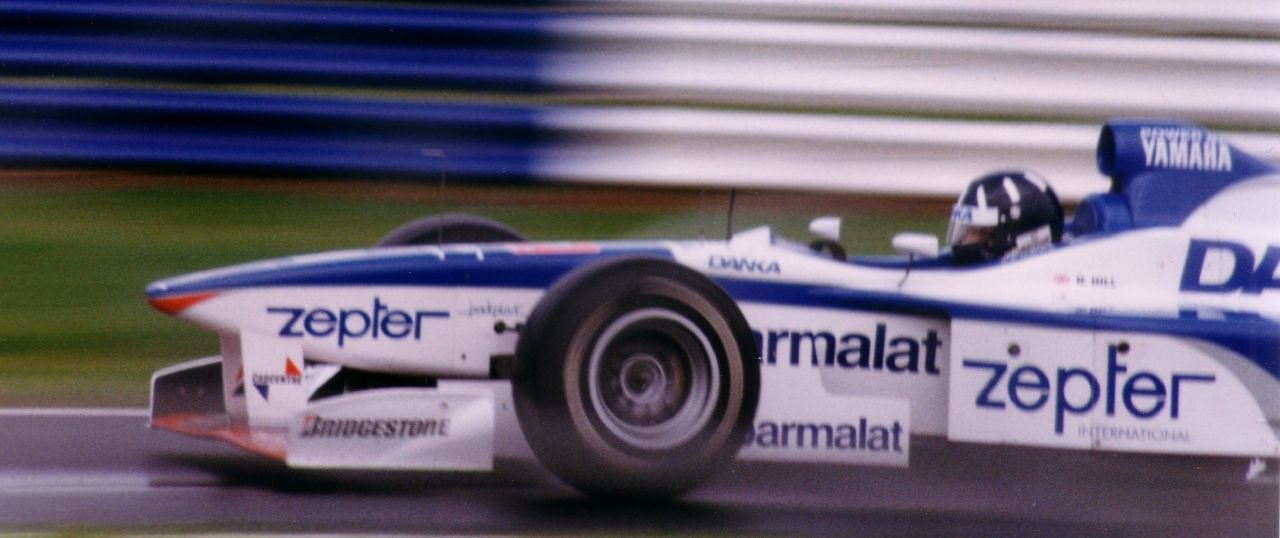
Damon Hill Silverstone-ban

A brit nagydíjon Villeneuve indult az első helyről, Frentzen, Häkkinen és Schumacher előtt. Frentzen autója a startnál a rajtrácson ragadt, emiatt meg kellett ismételni a rajtot. A német a boxutcából indult a második rajtnál, de még az első körben kiesett baleset miatt. Villeneuve vezette a versenyt, de boxkiállásánál egyik kerekének anyacsavarjával probléma történt, emiatt a kanadai fél percet veszített a boxban. Később Michael Schumacher 40 másodperc előnnyel haladt az élen, de az egyik csapágya tönkrement, emiatt kiesett. Ezután Mika Häkkinen vezetett, úgy tűnt, megszerzi élete első futamgyőzelmét, de motorhiba miatt kiesett, így a vezetést Villeneuve szerezte vissza. Coulthard és Irvine is technikai probléma miatt adta fel a futamot. Villeneuve nyerte a versenyt, mögötte a két Benetton ért célba. Alesi második, a harmadik versenyét teljesítő Wurz pedig harmadik lett. Damon Hill hatodik helyével megszerezte az Arrows első pontját.
Gerhard Berger három kihagyott verseny után visszatért a mezőnybe, és a német nagydíjon megszerezte a pole-pozíciót Giancarlo Fisichella Jordanje előtt. Frentzen és Irvine összeütközött a rajt után, mindketten a boxban adták fel a versenyt. Villeneuve számára nem sikerült jól a verseny, az újonc Jarno Trulli megelőzésénél kicsúszott és kiesett. Fisichella Bergerrel volt versenyben a futamgyőzelemért. Az olasz mindössze két körön át vezetett, amikor Berger boxkiállása után megelőzte. Fisichella a verseny végén hátsó defektet kapott, a boxba Schumacher Ferrariján ülve jutott vissza a levezető körben. Berger pályafutása és a Benetton utolsó győzelmét szerezte meg. Schumacher a második helyen végzett, ezzel 10 pontra növelte előnyét a pontversenyben Villeneuve-vel szemben. Häkkinen harmadik, Trulli negyedik lett.

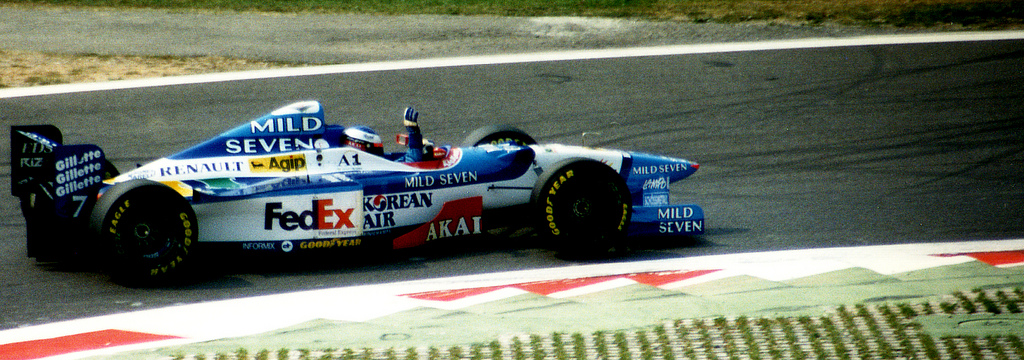
Jean Alesi Monzában

A Hungaroringen Schumacher indult az első helyről, míg Hill az évadban versenyképtelen Arrows-Yamahával a harmadik helyet szerezte meg, elsősorban a Bridgestone gumiknak köszönhetően. Miután a brit lerajtolta Schumachert, a verseny nagy részében vezetett. Az utolsó körökben gázadagolója hibája miatt autója lelassult és Villeneuve átvette tőle a vezetést, Hill 9 másodperc hátrányban ért célba a második helyen. Johnny Herbert szezonbeli legjobb eredményét szerezte harmadik helyével, Michael Schumacher negyedik lett.
A belga nagydíjon Villeneuve indult az első helyről, de az esős verseny végéig visszacsúszott az ötödik helyre. Michael Schumacher jelentős előnnyel győzött a pályafutása addigi legjobb eredményét elérő Fisichella előtt. A harmadik helyen Mika Häkkinen ért célba, de szabálytalan üzemanyaghasználat miatt kizárták, így a harmadik helyért járó 4 pontot Frentzen kapta meg.
Az olasz nagydíjon Jean Alesi indult az első helyről, majd a verseny első feléig vezetett. Coulthard, aki a rajtnál csak a hatodik pozícióból indult, gyors boxkiállásának köszönhetően megelőzte a franciát, és megnyerte a versenyt. Alesit a második, Frentzent a harmadik helyen intették le. Villeneuve ötödik, míg Schumacher hatodik lett, ezzel a német előnye 10 pontra csökkent.

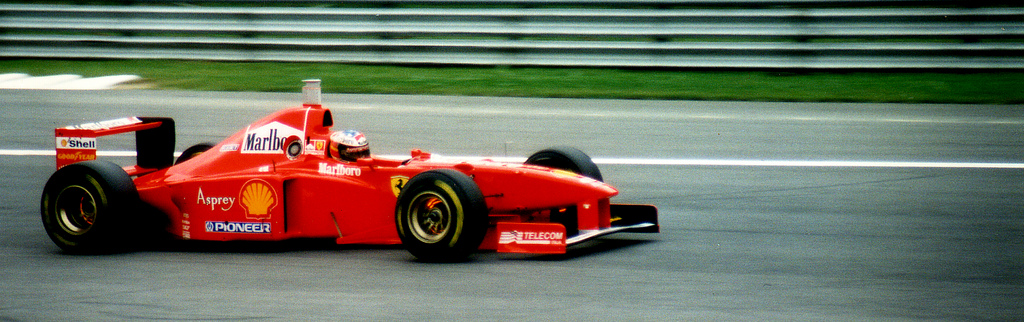
Michael Schumacher Monzában

1987 után visszatért az osztrák nagydíj a versenynaptárba. Az átépített Österreichringen Villeneuve szezonbeli hetedik pole-pozícióját szerezte meg. A rajt után Häkkinen vette át a vezetést, de még az első körben kiesett motorhiba miatt. Jarno Trulli vezetett a verseny elején, majd a második helyen haladt (bár még egy boxkiállást teljesítenie kellett), amikor motorhiba miatt kiesett. A futamot Villeneuve nyerte Coulthard előtt. Schumacher a harmadik helyen haladt a versenyen, de stop-go büntetést kapott, mivel a sárga zászló hatálya alatt előzte meg Frentzent. Így Frentzen végzett a harmadik helyen, Schumacher hatodik lett.
Ezután következett a luxemburgi nagydíj, amelyet Németországban, a Nürburgringen tartottak. Az első rajtsorból Häkkinen és Villeneuve indult. A versenyen Häkkinen és Coulthard haladt az élen, de a 42. és 43. körben mindkét McLaren-Mercedes motorhiba miatt kiesett, így Villeneuve nyerte a futamot (ez volt a kanadai utolsó győzelme a Formula–1-ben). Mivel Schumacher már az első kanyarban kiesett, Villeneuve 9 pont előnnyel vezette a bajnokságot.

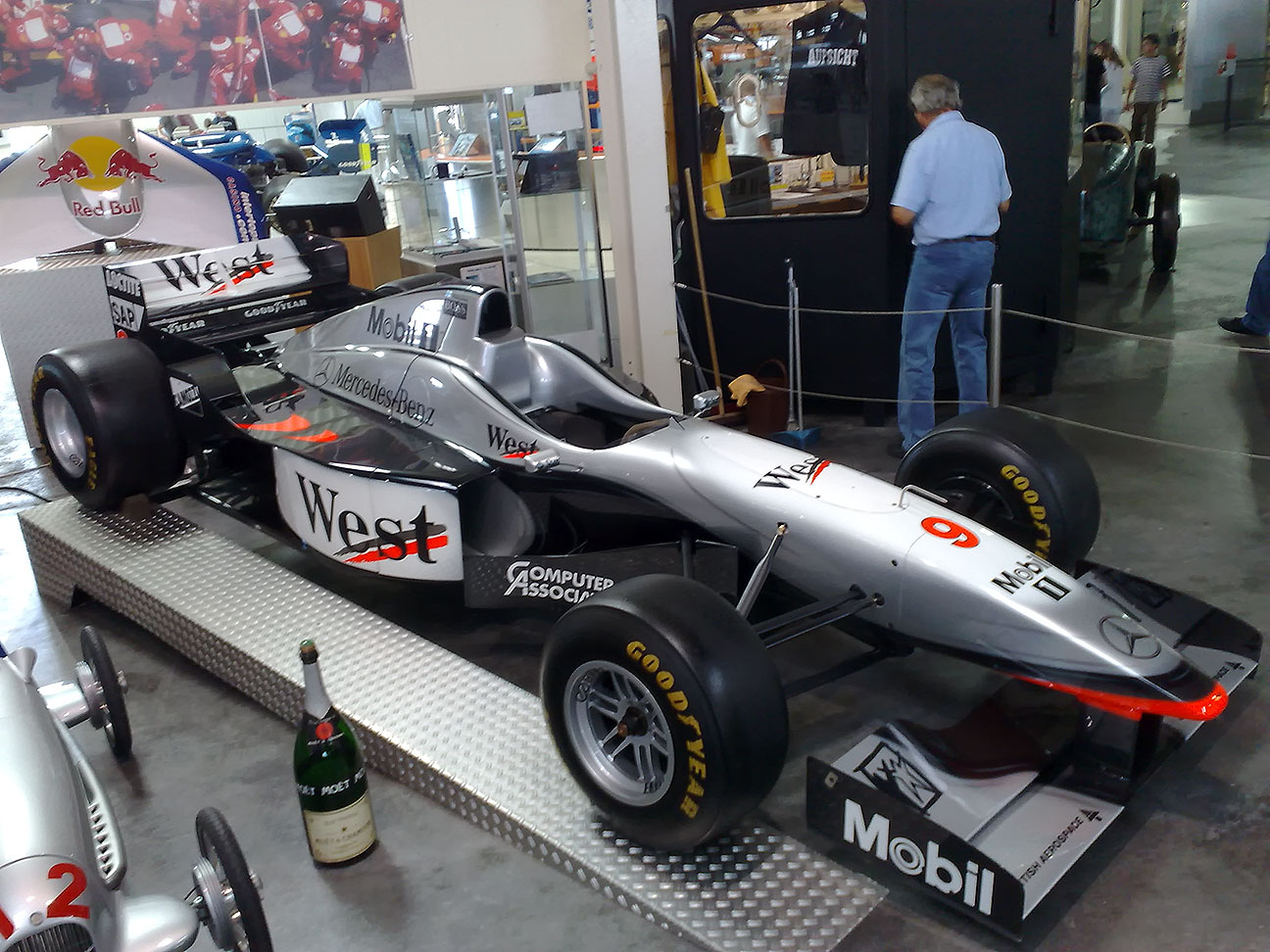
McLaren MP4/12

Japánban Villeneuve nyolcadik alkalommal indult az első helyről. Az időmérőn a kanadai nem lassított, amikor a sárga zászló volt érvényben, ezért eltiltották a futamtól. A Williams óvást nyújtott be, így Villeneuve elindulhatott a versenyen, amelyen csak az ötödik helyen végzett. Schumacher győzött Frentzen és Irvine előtt. A verseny után a Williams visszavonta az óvást, így Villeneuve-öt diszkvalifikálták. A Williams-Renault bebiztosította a konstruktőri bajnoki címet.
Az idényzáró futam, a jerezi európai nagydíj előtt Schumacher (1994-hez hasonlóan) ismét egy ponttal vezetett a világbajnokságban Jacques Villeneuve előtt. Frentzennel együtt hárman pontosan azonos időt autóztak az időmérő edzésen, de Villeneuve indult az élről, mert ő érte el előbb ugyanazt az eredményt. A rajt után Schumacher állt az élre, Villeneuve-öt Frentzen is megelőzte, de a 8. körben maga elé engedte a kanadait. A 48. körben Villeneuve megpróbálta megelőzni a vezető Schumachert a Dry Sack kanyarban. Ekkor a német ráhúzta az autóját a belső íven, előnyösebb pozícióban lévő Villeneuve-re, jobb első kereke ütközött a másik autó oldalával. Schumacher a kavicságyba sodródott és kiesett, Villeneuve a sérült autójával folytatni tudta a versenyt. Az utolsó körben mindkét McLaren megelőzte, de a harmadik helyért járó négy ponttal világbajnok lett. Häkkinen pályafutása első futamgyőzelmét szerezte csapattársa, Coulthard előtt.
Két héttel a verseny után Schumachert utólag kizárták az 1997-es világbajnokságból, miután az FIA fegyelmi bizottsága megállapította, hogy "Schumacher ösztönös reakciója mögött nem feltételezhető előre megfontoltság vagy rosszindulat, mindazonáltal súlyos hiba volt."
Villeneuve 81 ponttal lett világbajnok a 42 pontos Frentzen és a 36 pontos Coulthard előtt előtt. A Williams-Renault 123 ponttal kilencedik bajnoki címét szerezte a Ferrari (102) és a McLaren-Mercedes (67) előtt.

## Futamok
| #   | Futam                | Időpont        | Helyszín                  | Győztes versenyző     | Konstruktőr      | Összefoglaló |
| --- | -------------------- | -------------- | ------------------------- | --------------------- | ---------------- | ------------ |
| 598 | ausztrál nagydíj     | Március 9.     | Melbourne                 | David Coulthard       | McLaren-Mercedes | Összefoglaló |
| 599 | brazil nagydíj       | Március 30.    | Interlagos                | Jacques Villeneuve    | Williams-Renault | Összefoglaló |
| 600 | argentin nagydíj     | Április 13.    | Oscar Gálvez              | Jacques Villeneuve    | Williams-Renault | Összefoglaló |
| 601 | San Marinó-i nagydíj | Április 27.    | Imola                     | Heinz-Harald Frentzen | Williams-Renault | Összefoglaló |
| 602 | monacói nagydíj      | Május 11.      | Monaco                    | Michael Schumacher    | Ferrari          | Összefoglaló |
| 603 | spanyol nagydíj      | Május 25.      | Catalunya                 | Jacques Villeneuve    | Williams-Renault | Összefoglaló |
| 604 | kanadai nagydíj      | Június 15.     | Circuit Gilles Villeneuve | Michael Schumacher    | Ferrari          | Összefoglaló |
| 605 | francia nagydíj      | Június 29.     | Magny-Cours               | Michael Schumacher    | Ferrari          | Összefoglaló |
| 606 | brit nagydíj         | Július 13.     | Silverstone               | Jacques Villeneuve    | Williams-Renault | Összefoglaló |
| 607 | német nagydíj        | Július 27.     | Hockenheimring            | Gerhard Berger        | Benetton-Renault | Összefoglaló |
| 608 | magyar nagydíj       | Augusztus 10.  | Hungaroring               | Jacques Villeneuve    | Williams-Renault | Összefoglaló |
| 609 | belga nagydíj        | Augusztus 24.  | Spa-Francorchamps         | Michael Schumacher    | Ferrari          | Összefoglaló |
| 610 | olasz nagydíj        | Szeptember 7.  | Monza                     | David Coulthard       | McLaren-Mercedes | Összefoglaló |
| 611 | osztrák nagydíj      | Szeptember 21. | A1-Ring                   | Jacques Villeneuve    | Williams-Renault | Összefoglaló |
| 612 | luxemburgi nagydíj   | Szeptember 28. | Nürburgring               | Jacques Villeneuve    | Williams-Renault | Összefoglaló |
| 613 | japán nagydíj        | Október 12.    | Suzuka                    | Michael Schumacher    | Ferrari          | Összefoglaló |
| 614 | európai nagydíj      | Október 26.    | Jerez                     | Mika Häkkinen         | McLaren-Mercedes | Összefoglaló |

- 1987 után visszatért a naptárba az osztrák nagydíj, egy lerövidített és átépített pályán, amelyet a főszponzor miatt most A1 Ringnek hívtak.
- Eredetileg az idény utolsó versenye a portugál nagydíj lett volna, október 26-án. Miután azonban a szervezők nem tudták végrehajtani azokat a változtatásokat, amelyeket az FIA kért, azt kérték, hogy legyen a verseny november 9-én, amit az FIA és a csapatok elutasítottak. Portugáliában ezután 2020-ig nem is rendeztek újabb versenyt.
- Újra rendeztek luxemburgi nagydíjat. Korábnban 1949-ben és 1952-ben volt erre példa, de egyik sem volt világbajnoki nagydíj. Magát a versenyt nem is Luxemburgban rendezték, hanem a Nürburgringen - az európai nagydíj titulust ebben az évben Jerez kapta, a német nagydíj pedig Hockenheimé volt. Az időpont is megváltozott, mert már kora ősszel tartották és nem tavasszal.

## Bajnokság végeredménye

### Versenyzők
Pontozás:
| Helyezés | 1. | 2. | 3. | 4. | 5. | 6. | 7.-20. |
| -------- | -- | -- | -- | -- | -- | -- | ------ |
| Pont     | 10 | 6  | 4  | 3  | 2  | 1  | 0      |

| Helyezés | Versenyző    | AUS | BRA | ARG | SMR | MON | ESP | CAN | FRA | GBR | GER | HUN | BEL | ITA | AUT | LUX | JPN | EUR | Pont     |
| -------- | ------------ | --- | --- | --- | --- | --- | --- | --- | --- | --- | --- | --- | --- | --- | --- | --- | --- | --- | -------- |
| 1        | Villeneuve   | Ki  | 1   | 1   | Ki  | Ki  | 1   | Ki  | 4   | 1   | Ki  | 1   | 5   | 5   | 1   | 1   | KIZ | 3   | 81       |
| 2        | Frentzen     | 8   | 9   | Ki  | 1   | Ki  | 8   | 4   | 2   | Ki  | Ki  | Ki  | 3   | 3   | 3   | 3   | 2   | 6   | 42       |
| 3        | Coulthard    | 1   | 10  | Ki  | Ki  | Ki  | 6   | 7   | 7   | 4   | Ki  | Ki  | Ki  | 1   | 2   | Ki  | 10  | 2   | 36       |
| 4        | Alesi        | Ki  | 6   | 7   | 5   | Ki  | 3   | 2   | 5   | 2   | 6   | 11  | 8   | 2   | Ki  | 2   | 5   | 13  | 36       |
| 5        | Berger       | 4   | 2   | 6   | Ki  | 9   | 10  |     |     |     | 1   | 8   | 6   | 7   | 10  | 4   | 8   | 4   | 27       |
| 6        | Häkkinen     | 3   | 4   | 5   | 6   | Ki  | 7   | Ki  | Ki  | Ki  | 3   | Ki  | KIZ | 9   | Ki  | Ki  | 4   | 1   | 27       |
| 7        | Irvine       | Ki  | 16  | 2   | 3   | 3   | 12  | Ki  | 3   | Ki  | Ki  | 9   | 10  | 8   | Ki  | Ki  | 3   | 5   | 24       |
| 8        | Fisichella   | Ki  | 8   | Ki  | 4   | 6   | 9   | 3   | 9   | 7   | 11  | Ki  | 2   | 4   | 4   | Ki  | 7   | 11  | 20       |
| 9        | Panis        | 5   | 3   | Ki  | 8   | 4   | 2   | 11  | Sér | Sér | Sér | Sér | Sér | Sér | Sér | 6   | Ki  | 7   | 16       |
| 10       | Herbert      | Ki  | 7   | 4   | Ki  | Ki  | 5   | 5   | 8   | Ki  | Ki  | 3   | 4   | Ki  | 8   | 7   | 6   | 8   | 15       |
| 11       | R.Schumacher | Ki  | Ki  | 3   | Ki  | Ki  | Ki  | Ki  | 6   | 5   | 5   | 5   | Ki  | Ki  | 5   | Ki  | 9   | Ki  | 13       |
| 12       | Hill         | NI  | 17  | Ki  | Ki  | Ki  | Ki  | 9   | 12  | 6   | 8   | 2   | 13  | Ki  | 7   | 8   | 11  | Ki  | 7        |
| 13       | Barrichello  | Ki  | Ki  | Ki  | Ki  | 2   | Ki  | Ki  | Ki  | Ki  | Ki  | Ki  | Ki  | 13  | 14  | Ki  | Ki  | Ki  | 6        |
| 14       | Wurz         |     |     |     |     |     |     | Ki  | Ki  | 3   |     |     |     |     |     |     |     |     | 4        |
| 15       | Trulli       | 9   | 12  | 9   | Ki  | Ki  | 15  | Ki  | 10  | 8   | 4   | 7   | 15  | 10  | Ki  |     |     |     | 3        |
| 16       | Diniz        | 10  | Ki  | Ki  | Ki  | Ki  | Ki  | 8   | Ki  | Ki  | Ki  | Ki  | 7   | Ki  | 13  | 5   | 12  | Ki  | 2        |
| 17       | Salo         | Ki  | 13  | 8   | 9   | 5   | Ki  | Ki  | Ki  | Ki  | Ki  | 13  | 11  | Ki  | Ki  | 10  | Ki  | 12  | 2        |
| 18       | Nakano       | 7   | 14  | Ki  | Ki  | Ki  | Ki  | 6   | Ki  | 11  | 7   | 6   | Ki  | 11  | Ki  | Ki  | Ki  | 10  | 2        |
| 19       | Larini       | 6   | 11  | Ki  | 7   | Ki  |     |     |     |     |     |     |     |     |     |     |     |     | 1        |
| 20       | Magnussen    | Ki  | Ki  | 10  | Ki  | 7   | 13  | Ki  | Ki  | Ki  | Ki  | Ki  | 12  | Ki  | Ki  | Ki  | Ki  | 9   | 0        |
| 21       | Verstappen   | Ki  | 15  | Ki  | 10  | 8   | 11  | Ki  | Ki  | Ki  | 10  | Ki  | Ki  | Ki  | 12  | Ki  | 13  | 16  | 0        |
| 22       | Morbidelli   |     |     |     |     |     | 14  | 10  |     |     |     | Ki  | 9   | 12  | 9   | 9   | Ki  |     | 0        |
| 23       | Fontana      |     |     |     |     |     |     |     | Ki  | 9   | 9   |     |     |     |     |     |     | 14  | 0        |
| 24       | Katajama     | Ki  | 18  | Ki  | 11  | 10  | Ki  | Ki  | 11  | Ki  | Ki  | 10  | 14  | Ki  | 11  | Ki  | Ki  | 17  | 0        |
| 25       | Marques      |     |     |     |     |     |     |     | Ki  | 10  | Ki  | 12  | Ki  | 14  | KIZ | Ki  | Ki  | 15  | 0        |
| —        | Sospiri      | NK  | NeK |     |     |     |     |     |     |     |     |     |     |     |     |     |     |     | 0        |
| —        | Rosset       | NK  | NeK |     |     |     |     |     |     |     |     |     |     |     |     |     |     |     | 0        |
| —        | M.Schumacher | 2   | 5   | Ki  | 2   | 1   | 4   | 1   | 1   | Ki  | 2   | 4   | 1   | 6   | 6   | Ki  | 1   | Ki  | KIZ (78) |
| Helyezés | Versenyző    | AUS | BRA | ARG | SMR | MON | ESP | CAN | FRA | GBR | GER | HUN | BEL | ITA | AUT | LUX | JPN | EUR | Pont     |

### Konstruktőrök
|    | Csapat          | Modell | Motor       | Motor | Gumi | Győzelem | Dobogó | Pole pozíció | Leggy. kör | Pont |
| -- | --------------- | ------ | ----------- | ----- | ---- | -------- | ------ | ------------ | ---------- | ---- |
| 1  | Williams        | FW19   | Renault     | V10   | G    | 8        | 15     | 11           | 9          | 123  |
| 2  | Ferrari         | F310B  | Ferrari     | V10   | G    | 5        | 13     | 3            | 3          | 102  |
| 3  | Benetton        | B197   | Renault     | V10   | G    | 1        | 8      | 2            | 2          | 67   |
| 4  | McLaren         | MP4-12 | Mercedes    | V10   | G    | 3        | 7      | 1            | 2          | 63   |
| 5  | Jordan          | 197    | Peugeot     | V10   | G    |          | 3      |              | 1          | 33   |
| 6  | Prost           | JS45   | Mugen-Honda | V10   | B    |          | 2      |              |            | 21   |
| 7  | Sauber Petronas | C16    | Ferrari     | V10   | G    |          | 1      |              |            | 16   |
| 8  | Arrows          | A18    | Yamaha      | V10   | B    |          | 1      |              |            | 9    |
| 9  | Stewart         | SF01   | Ford        | V10   | B    |          | 1      |              |            | 6    |
| 10 | Tyrrell         | 025    | Ford        | V8    | G    |          |        |              |            | 2    |
| 11 | Minardi         | M197   | Hart        | V8    | B    |          |        |              |            |      |
| 12 | MasterCard Lola | T97/30 | Ford        | V8    | B    |          |        |              |            |      |

## Videók
- A szezon összefoglalója. YouTube